# Бернсдорф (район Цвиккау)
Бернсдорф (нем. Bernsdorf) — община в Германии, в земле Саксония. Подчиняется административному округу Хемниц. Входит в состав района Цвиккау. Подчиняется управлению Рунд ум ден Ауэрсберг.  Население составляет 2405 человек (на 31 декабря 2010 года). Занимает площадь 15,07 км².
Община подразделяется на 3 сельских округа.